# استودیو قدیمی برادران وارنر
استودیو قدیمی برادران وارنر (انگلیسی: Old Warner Brothers Studio) که استودیو سانست برونسون نیز نامیده می‌شود یک مرکز تولید فیلم‌های سینمایی، رادیویی و تلویزیونی است که در بلوار سان‌ست در هالیوود، لس آنجلس واقع شده‌است.
ساختمان این استودیو که در سال ۱۹۱۹ ساخته شده در سال ۲۰۰۲ به ثبت ملی اماکن تاریخی آمریکا رسیده‌است.